# Murchison Fletcher
Arthur George Murchison Fletcher, (né le 27 septembre 1878 - mort le 9 avril 1954), est un administrateur colonial britannique.
Il a été gouverneur des Fidji, de Trinité-et-Tobago, et gouverneur intérimaire du Ceylan britannique dans l'actuel Sri Lanka.

## Distinctions

### Décorations
- Ordre de Saint-Michel et Saint-Georges Chevalier Commandeur (KCMC)
- Ordre de l'Empire britannique à titre civil Commandeur (CBE)